# Mabuya lineolata
Mabuya lineolata är en ödleart som beskrevs av  Noble och HASSLER 1933. Mabuya lineolata ingår i släktet Mabuya och familjen skinkar. Inga underarter finns listade i Catalogue of Life.